# Великохутірська сільська рада (Шевченківський район)
Великохутірська сільська́ ра́да — адміністративно-територіальна одиниця та орган місцевого самоврядування в Шевченківському районі Харківської області. Адміністративний центр — село Великі Хутори.

## Загальні відомості
Великохутірська сільська рада утворена в 1920 році.
- Територія ради: 44,33 км²
- Населення ради: 806 осіб (станом на 2001 рік)

## Населені пункти
Сільській раді були підпорядковані населені пункти:
- с. Великі Хутори
- с. Журавка

## Склад ради
Рада складалася з 14 депутатів та голови.
- Голова ради: Сергієнко Тетяна Миколаївна
- Секретар ради: Лихобаба Людмила Володимирівна

### Керівний склад попередніх скликань
| Прізвище, ім'я, по батькові | Основні відомості                                                                            | Дата обрання | Дата звільнення |
| --------------------------- | -------------------------------------------------------------------------------------------- | ------------ | --------------- |
| Редько Петро Іванович       | Сільський голова, 1957 року народження, освіта вища, був головою ради попереднього скликання | 26.03.2006   | 31.10.2010      |
| Редько Петро Іванович       | Сільський голова, 1957 року народження, освіта вища                                          | 31.10.2010   | 25.10.2015      |
| Сергієнко Тетяна Миколаївна | Сільський голова, 1980 року народження, освіта вища, безпартійна                             | 25.10.2015   |                 |

Примітка: таблиця складена за даними сайту Верховної Ради України

### Депутати
За результатами місцевих виборів 2010 року депутатами ради стали:

#### За суб'єктами висування
| Суб'єкт висування               | Кількість обраних депутатів | %    |
| ------------------------------- | --------------------------- | ---- |
| Партія регіонів                 | 13                          | 92,9 |
| Політична партія «Наша Україна» | 1                           | 7,1  |

#### За округами
| № округу                        | Прізвище, ім'я, по батькові     | Дата визнання обраним | Освіта  | Партійна приналежність | Відомості про обраного депутата                    |
| ------------------------------- | ------------------------------- | --------------------- | ------- | ---------------------- | -------------------------------------------------- |
| Партія регіонів                 |                                 |                       |         |                        |                                                    |
| 1                               | Максименко Наталія Олексіївна   | 05.11.2010            | вища    | позапартійна           | Великохутірська загальноосвітня школа, вчитель     |
| 2                               | Єфіменко Олександра Іванівна    | 05.11.2010            | вища    | член Партії регіонів   | СТОВ"Червоний партизан", голов-ний бух галтер      |
| 3                               | Ковальова Зоя Миколаївна        | 05.11.2010            | вища    | позапартійна           | СТОВ"Червоний партизан", бухгалтер                 |
| 4                               | Сергієнко Людмила Олексіївна    | 05.11.2010            | вища    | позапартійна           | СТОВ"Червоний партизан", головний економіст        |
| 5                               | Коваль Галина Сергіївна         | 05.11.2010            | середня | позапартійна           | СТОВ"Червоний партизан", майс-тер машинного доїння |
| 6                               | Блага Анастасія Миколаївна      | 05.11.2010            | вища    | позапартійна           | Велико хутірська сільська рада, земле-впоряд-ник   |
| 7                               | Петрова Валентина Володимирівна | 05.11.2010            | вища    | позапартійна           | тимчасово не працює                                |
| 8                               | Середа Ольга Анатоліївна        | 05.11.2010            | вища    | позапартійна           | СТОВ"Червоний партизан", обліковець                |
| 9                               | Руденко Тетяна Миколаївна       | 05.11.2010            | вища    | позапартійна           | СТОВ"Червоний партизан", комірник                  |
| 10                              | Мартиненко Віра Миколаївна      | 05.11.2010            | вища    | позапартійна           | Великохутірська загальноосвітня школа, директор    |
| 11                              | Лихобаба Людмила Володимирівна  | 05.11.2010            | вища    | позапартійна           | Велико хутірська сільська рада, секре тар          |
| 13                              | Кравцова Лідія Теодотівна       | 05.11.2010            | вища    | член Партії регіонів   | Велико хутірська сільська рада, головний бухгалтер |
| 14                              | Єфіменко Юлія Львівна           | 05.11.2010            | вища    | позапартійна           | Великохутірська сільська рада, рахів-ник-касир     |
| Політична партія «Наша Україна» |                                 |                       |         |                        |                                                    |
| 12                              | Сергієнко Дмитро Васильович     | 05.11.2010            | середня | позапартійний          | одноосіб-ник                                       |